# George Cornet
George Thomson Cornet (Inverness, 15 luglio 1877 – Liverpool, 22 novembre 1952) è stato un pallanuotista britannico, vincitore di due medaglie d'oro alle olimpiadi di Londra 1908 e di Stoccolma 1912.